# Heino Hansen (fodboldspiller)
 For alternative betydninger, se Heino Hansen. (Se også artikler, som begynder med Heino Hansen)
Arvo Heino Raudanma Hansen (født 24. september 1947 i Svallerup/Gørlev) er en dansk tidligere professionel fodboldspiller.

## Baggrund
Heino Hansen kom til verden 1947 med sin tvillingesøster og har yderligere ni søskende.[kilde mangler] Han har finske rødder, hans mormor var finsk, hvilket forklarer hans fornavne.[kilde mangler]

## Karriere
Han begyndte med fodbold i Svallerup, men skiftede hurtigt til Ubby (nu Hvidebæk), hvor han som 15-årig debuterede på klubbens førstehold i serie 2 og de næste seks år spillede 160 kampe og scorede 240 mål.[kilde mangler] Hansen skiftede til Kalundborg som 21-årig, hvor han spillede i tre år og var med til at spille klubben op i 3. division.[kilde mangler] Han var topscorer med 17 mål i 3. division Vest i 1971-sæsonen. Året efter skiftede han til 2. divisions-klubben Slagelse B&I, hvor han spillede frem til 1974 og igen en kort periode i 1976.[kilde mangler]
Heino Hansen blev professionel i den vesttyske 2. Bundesliga for FC St. Pauli (1975-1976) og Preußen Münster (1976-1978) og opnåede to tredjepladser i 1975 og 1978.
Han spillede igen i Slagelse da han kom hjem i 1978. Derefter skiftede han til Næstved Boldklub, med hvem han som anfører i 1980 var få minutter fra DM-titlen, men måtte nøjes med sølvmedaljer. Året efter blev det til bronzemedaljer. Siden gik turen tilbage til Slagelse og derefter flere klubber i Vestsjælland som spillende træner indtil han i 2002 sluttede som 55-årig på Halsskovs serie 4-hold.

### Landshold
Heino Hansen spillede 31 A-landskampe for Danmark og scorede 5 mål. Han var en del det danske hold, der i 1972 deltog ved OL i München.

## Personlige forhold
Heino Hansen er udlært klejnsmed og arbejdede bl.a. for Arla Foods i Slagelse.[kilde mangler]